# قاعدة تروجر
قاعدة تروجر  هي مركب عضوي رباعي الحلقات صلب أبيض اللون.  صيغته الكيميائية هي CH2(CH3C6H3NCH2)2 . قاعدة تروجر ونظائرها قابلة للذوبان في العديد من المذيبات العضوية والمحاليل المائية الحمضية القوية بسبب بروتوناتها . سُمّيت على اسم يوليوس تروجر ، الذي قام بتصنيعها لأول مرة في عام 1887.

## تاريخ
فشلت الأبحاث الأصلية التي أجراها تروجر في عام 1887  في توضيح البنية الدقيقة لمنتجه الجديد، مما دفع يوهانس ويسليسينوس ، مدير القسم في ذلك الوقت، إلى منح أطروحة تروجر درجة متوسطة. على الرغم من رسم العديد من الهياكل المحتملة لمنتج تروجر، إلا أن هيكله الصحيح ظل لغزًا لمدة 48 عامًا، حتى تمكن سبيلمان في سنة 1935 من تشخيص التركيب الصحيح. 

## البنية والكيرالية

المتماثلات الضوئية لقاعدة تروجر: المتماثل الضوئي (5 S ، 11 S) (أعلى) والمتماثل الضوئي (5 R ، 11 R) (أسفل)

يؤدي انعكاس النيتروجين عادة إلى حدوث حالة توازن سريع بين المتضادات الضوئية للأمينات الكيرالية، مما يمنعها من إظهار أي نشاط بصري. يمكن إيقاف الانعكاس عن طريق الشد الناتج من بنية المركب، إذ أثبتت قاعدة تروجر أن النيتروجين قادر على تكوين مركز مجسم في الجزيئات العضوية. في قاعدة تروجر، هذا الانعكاس غير ممكن، ويتم تعريف ذرات النيتروجين على أنها مراكز مجسمة. تمكن فلاديمير بريلوج في عام 1944 من فصل المتضادات الضوئية لقاعدة تروجر لأول مرة.  فقد استخدم بريلوج تقنية كروماتوغرافيا العمود باستخدام طور ثابت كيرالي كطريقة جديدة حينئذ وقد اكتسبت شعبية فيما بعد وأصبحت إجراءً قياسيًا. يمكن فصل قاعدة تروجر ونظائرها من خلال طرق مختلفة بما في ذلك HPLC الكيرالي   أو يمكن تصنيعها على شكل مصاوغ مرآتي واحد.  
بعد مرور ما يقرب من ثلاثين عامًا على التقرير الأولي لتروجر، وصف هونلش منتجًا غامضًا آخر حصل عليه من تكثيف الفورمالديهايد و2،4- ثنائي أمين التولوين .   بعد مرور ما يقرب من قرن من الزمان، اكتُشفت بنية منتج هونلش من خلال علم البلورات باستخدام الأشعة السينية كنظير C2 حامل للأمين المتماثل لقاعدة تروجر.  قاعدة تروجر تصنف كأمين ثنائي وتتصف بطبيعة كيرالية استثنائية وذلك لعدم قدرة مجموعتي الأمين الثالثية المجسمتين والموجودتين على رأس الآصرة الجسرية على عكس ترتيبها الفراغي. تكوّن قاعدة تروجر ونظائرها مزيجاً راسيمياً في ظل الظروف الحامضية وذلك بتكوين مركبات الإيمينيوم الوسطية،  ويمكن منع حدوث ذلك باستبدال جسر الميثان بجسر الإيثان. 
يمكن اعتبار الجزيء ملقطًا جزيئيًا لأن الهيكل يجبر الجزيء على الدخول في تكوين مقفل صلب مع وجود الحلقات العطرية قريبة بزاوية 90 درجة.  

## التفاعلات

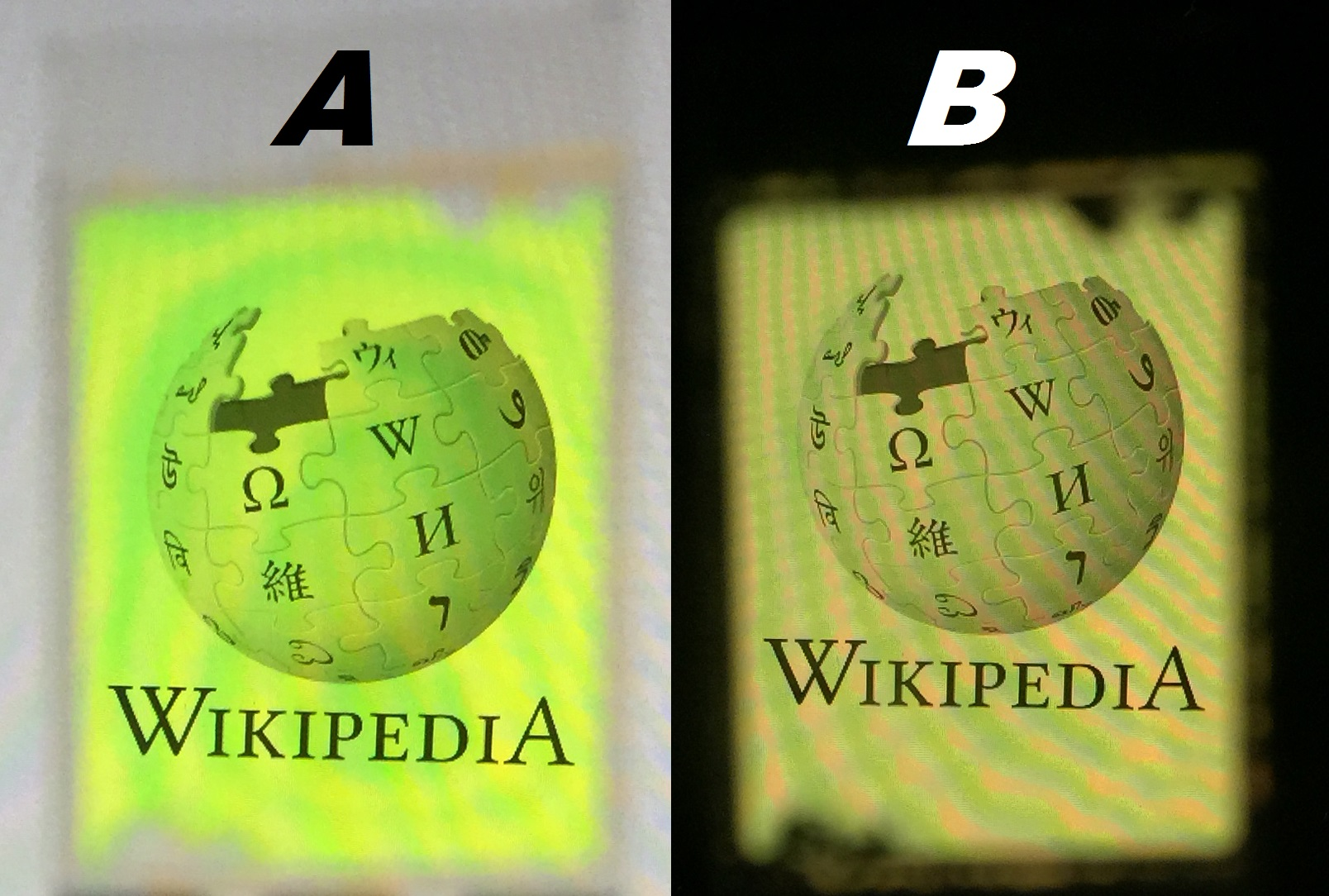
تشكل قاعدة تروجر التناظرية النشطة بصريًا هياكل حلزونية فائقة تمكن النموذج الأولي لشاشة LCD الموضحة من تمرير أطوال موجية محددة من الضوء عبر زوج من المستقطبات الخطية المتوازية (A) والمتقاطعة (B)

جذبت قاعدة تروجر ونظائرها الكثير من الاهتمام الأكاديمي.  تعمل كربيطات وسلائف للربيطات في الكيمياء التناسقية .  فعندما تُستبدل المجموعات الميثيلية بأحماض كربوكسيلية  أو مجموعات أميد البيريدين ، يمكن أن يحدث تفاعل كيميائي بين المضيف والضيف بين قاعدة تروجر وجزيئات أخرى بما في ذلك غليكوز أمينوغليكان .  وقد وجد أن أبعاد التجويف هي الأمثل عند إضافة حمض السوبيريك ولكن مع حمض السيباسيك ذي السلسة الهيدروكربونية الأطول أو حمض الأديبيك ذي السلسة الهيدروكربونية الأطول لا يكون التآثر جيداً بما يكفي.

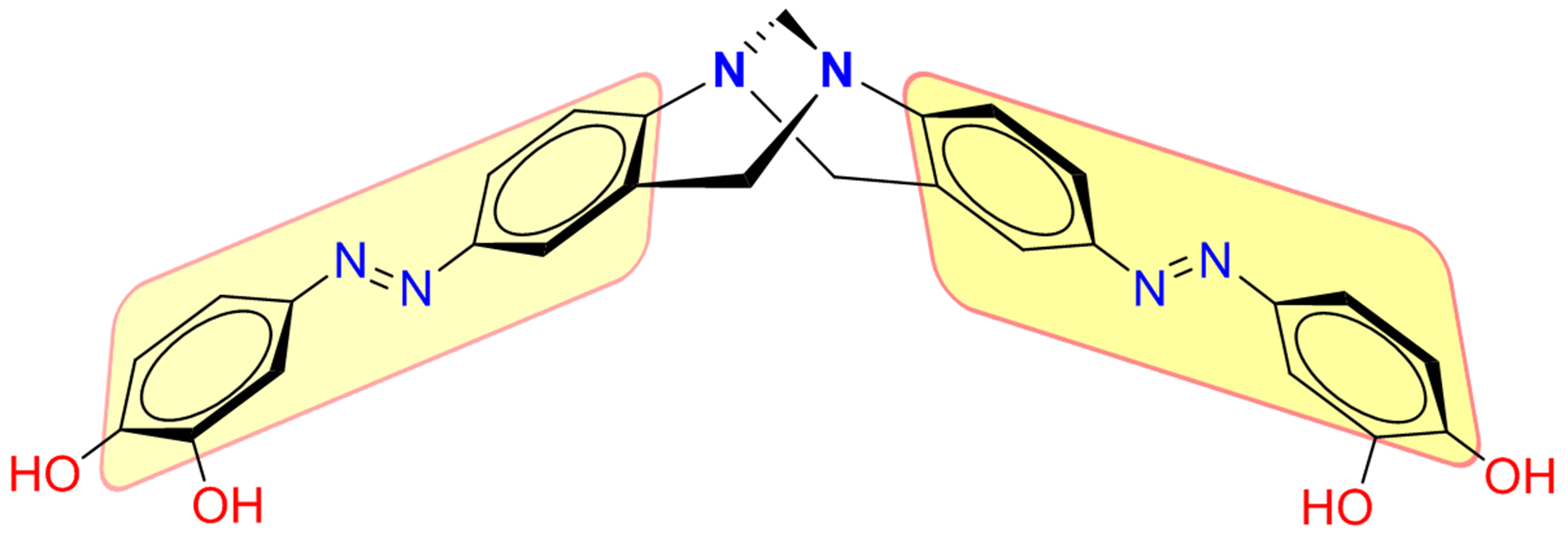
نظائر قاعدة تروجر ثنائية تعمل كمفاتيح جزيئية

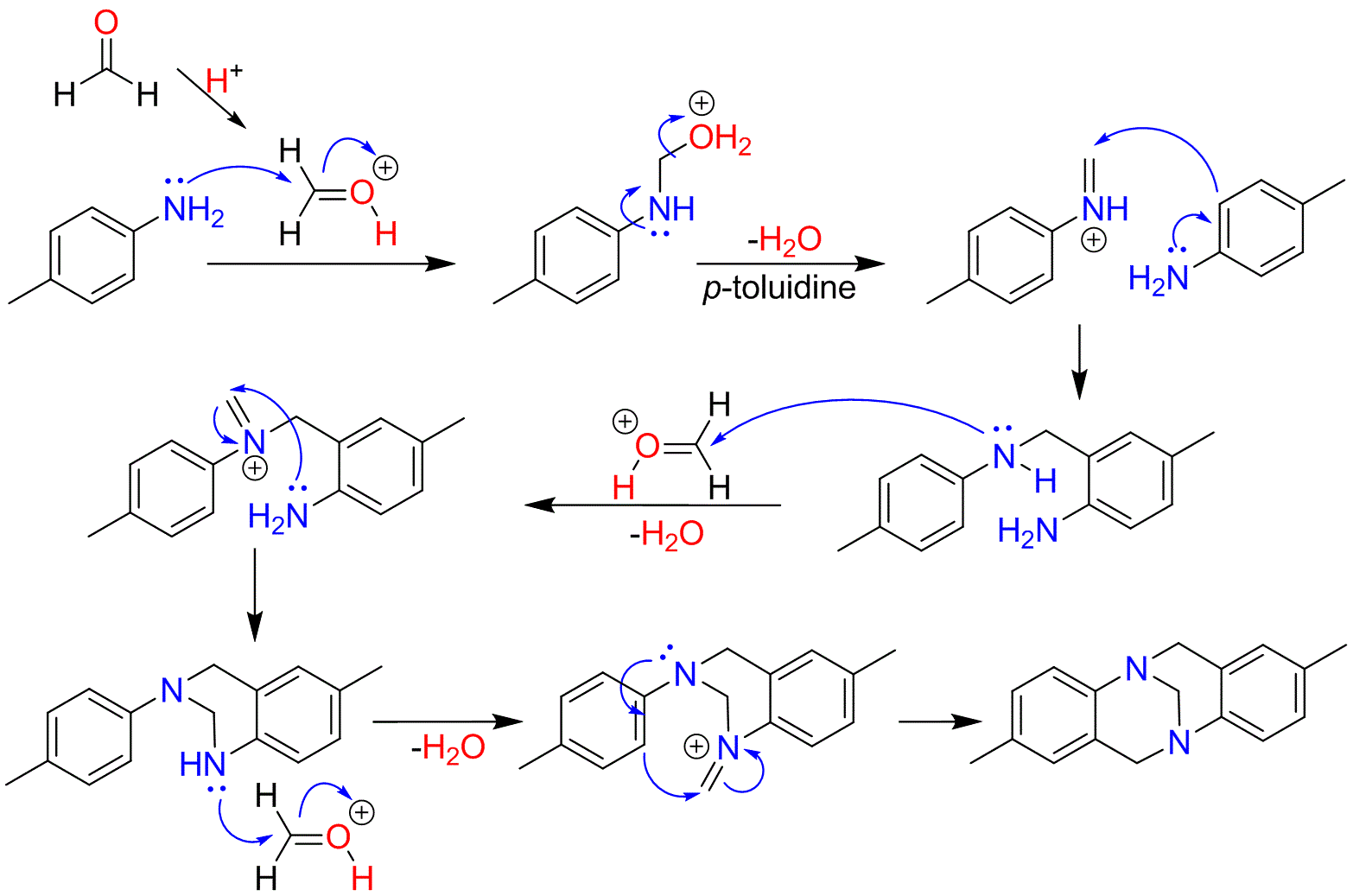
ميكانيكية تكوين قاعدة تروجر

تحظى قاعدة تروجر بأهمية تاريخية فقد صنعت لأول مرة في عام 1887  من البارا تولويدين والفورمالديهايد في محلول حمضي بواسطة يوليوس تروجر.  يمكن أيضًا تحضير هذه القاعدة باستخدام حمض الهيدروكلوريك وثنائي ميثيل سلفوكسيد (DMSO)  أو هيكساميثيلين رباعي أمين (HMTA) كبديل للفورمالديهايد. 
آلية التفاعل مع DMSO كمانح للميثيلين لهذا التفاعل تشبه آلية إعادة ترتيب Pummerer . يؤدي تفاعل DMSO مع حمض الهيدروكلوريك إلى إنتاج أيون سلفينيوم محب للإلكترون يتفاعل مع الأمين العطري في إضافة محبة للإلكترون . يجري التخلص من الميثانثيول ويتفاعل الإيمين الناتج مع أمين ثانٍ. تتكرر عملية إضافة وإزالة أيون السلفينيوم مع المجموعة الأمينية الثانية وتتفاعل المجموعة الإيمينية في تفاعل استبدال عطري محب للإلكترون داخل الجزيء. يتكرر تكوين الإيمين للمرة الثالثة وينتهي التفاعل باستبدال ثانٍ محب للإلكترونات للأرومات الأخرى. هناك كذلك طرق أخرى تتصف بالانتقائية البصرية ومحددة للتركيب المباشر  للنظائر النشطة بصريًا لقاعدة تروجر. 